# البطولات الوطنية الأمريكية 1923 (كرة مضرب)
قائمة بالأبطال في 1923 البطولات الوطنية الأمريكية لكرة المضرب (المعروفة الآن باسم أمريكا المفتوحة):

## الكبار

### فردي رجال
بيل تيلدن هزم  بيل جونستن 6-4 6-1 6-4

### فردي سيدات
هيلين ويلز مودي هزم  مولا بجورستدت مالوري 6-2, 6-1